# Riverbend (Washington)
Riverbend és una concentració de població designada pel cens dels Estats Units a l'estat de Washington. Segons el cens del 2000 tenia 2.230 habitants.

## Demografia
Segons el cens del 2000, Riverbend tenia 2.230 habitants, 775 habitatges, i 612 famílies. La densitat de població era de 286 habitants per km².
Dels 775 habitatges en un 48% hi vivien nens de menys de 18 anys, en un 68,6% hi vivien parelles casades, en un 7,4% dones solteres, i en un 21% no eren unitats familiars. En el 14,6% dels habitatges hi vivien persones soles el 2,2% de les quals corresponia a persones de 65 anys o més que vivien soles. El nombre mitjà de persones vivint en cada habitatge era de 2,88 i el nombre mitjà de persones que vivien en cada família era de 3,23.
Per edats la població es repartia de la següent manera: un 31,5% tenia menys de 18 anys, un 5,5% entre 18 i 24, un 39,8% entre 25 i 44, un 19,1% de 45 a 60 i un 4,1% 65 anys o més.
L'edat mediana era de 34 anys. Per cada 100 dones de 18 o més anys hi havia 102,1 homes.
La renda mediana per habitatge era de 69.716 $ i la renda mediana per família de 72.708 $. Els homes tenien una renda mediana de 56.173 $ mentre que les dones 34.516 $. La renda per capita de la població era de 25.234 $. Aproximadament el 3,7% de les famílies i el 4% de la població estaven per davall del llindar de pobresa.

## Poblacions més properes
El següent diagrama mostra les poblacions més properes.